# 대법관후보추천위원회
대법관후보추천위원회(大法官候補推薦委員會)는 대법원장이 제청할 대법관 후보자의 추천을 위하여 설치된 대한민국 대법원 소속 위원회이다.

## 설치 근거
- 법원조직법 제41조의2  제1항

## 구성

### 위원장(1명)

#### 위원(10명)
위원은 다음 각 호에 해당하는 사람을 대법원장이 임명하거나 위촉한다.
1. 선임대법관
2. 법원행정처장
3. 법무부장관
4. 대한변호사협회장
5. 사단법인 한국법학교수회 회장
6. 사단법인 법학전문대학원협의회 이사장
7. 대법관이 아닌 법관 1명
8. 학식과 덕망이 있고 각계 전문 분야에서 경험이 풍부한 사람으로서 변호사 자격을 가지지 아니한 사람 3명. 이 경우 1명 이상은 여성이어야 한다.